# Ресурсо-ориентированная экономика
Ресу́рсо-ориенти́рованная эконо́мика (РОЭ, англ. Resource Based Economy) — система, в которой все вещи и услуги доступны без товарно-денежного обмена. Автором термина является Жак Фреско, по мнению которого ресурсо-ориентированная экономика возможна лишь когда все природные ресурсы будут признаны общим достоянием всех жителей планеты.
При описании теории РОЭ Фреско исходит из предположения, что планета изобилует ресурсами, необходимыми для создания любых материалов, а практика нормирования ресурсов посредством монетарных методов не имеет отношения к обратным результатам для выживания человечества. Термин «ресурсо-ориентированная экономика» получил широкое распространение благодаря популяризации работ Жака Фреско в рамках Проекта Венера.
Под ресурсо-ориентированной экономикой в ряде работ понимается такая экономика, базовым фактором роста которой является эффективное (рациональное) использование каких-либо ресурсов. Рассматриваются варианты повышения эффективности такой экономики за счёт технологического развития, в том числе технологий управления этими ресурсами.
Другое распространённое определение «ресурсо-ориентированной экономики» — это экономическая система, где доля природных ресурсов составляет больше 10 % ВВП и 40 % экспорта. Такие экономические системы находятся в большой зависимости от конъюнктуры внешнего рынка.

## Основные идеи
Современное общество имеет доступ к высоким передовым технологиям и может обеспечить питание, одежду, жильё, медицинский уход всем жителям планеты; обновление системы образования, а также разработки неограниченного количества возобновляемых, не загрязняющих окружающую среду источников энергии создадут благоприятные условия для эффективного развития социальной модели нового типа, где деньги как вид расчёта просто не будут иметь смысл, каждый сможет пользоваться очень высоким уровнем жизни со всеми удобствами высокотехнологичного общества.

### Генезис ресурсо-ориентированной экономики
С развитием товарного производства и промышленной революции появляются первые фундаментальные экономические работы, называемые сегодня классической политэкономией. Представления, соответствующие тому времени, например, так называемая невидимая рука рынка, в современных условиях не соответствуют сложившимся реалиям экономики развитых стран. Сегодня со всё преобладающей силой в государственном управлении экономикой получает развитие институциональная концепция, где приветствуется государственное вмешательство в экономику, отводится важная роль нормам управления и институтам управления. Во времена А. Смита отсылка к невидимой руке рынка казалась разумной, так как не было никаких достаточных логистических, маркетинговых возможностей противопоставить стихийному развитию. Сегодня, когда человечество обладает развитыми глобальными инструментами сбора и анализа информации, стратегическое управление и развитие становится не только возможным, но и предпочтительным.
После Второй мировой войны Правительство США было сильно озабочено развитием национальной экономики, ведь военная промышленность больше не требовала в прежнем количестве рабочей силы, а, кроме того, с фронта возвращались солдаты, которым также требовалось трудоустройство.
В 1953 году Артур Бёрнс — глава Совета по экономике президента Эйзенхауэра сказал:

Конечная цель американской экономики — производить больше потребительских товаров.
И тогда экономист и аналитик по розничной торговле Виктор Лебов в 1955 году предложил концепцию нарастающего потребления:

Наша чрезвычайно продуктивная экономика … требует, чтобы мы сделали потребление образом жизни, чтобы мы превратили покупку и использование товаров в ритуалы, чтобы мы искали душевного удовлетворения, удовлетворения нашего эго в потреблении. Нам надо потреблять вещи, сжигать, замещать и отказываться от них с всевозрастающей скоростью.
— Journal of Retailing, Spring 1955
Данная концепция получила свою реализацию благодаря двум факторам — «запланированному устареванию» и «вынужденному устареванию». В журналах по промышленному дизайну 50-х годов подробно и открыто обсуждались вопросы запланированного устаревания. Если запланированное устаревание носит технико-технологический характер, то вынужденное устаревание трактуется господствующей модой и массовой культурой.
С течением времени и с всё обостряющимся характером человечество столкнулось с противоречиями всё возрастающих потребностей и неспособностью биосферы обеспечивать их, не разрушаясь. Это напрямую ставит человечество перед фактом глобальной экологической катастрофы при дальнейшем социально-экономическом развитии. Эти вопросы подробно отражены в документах ООН. Также ярким международным документом по данным вопросам является Хартия Земли признанная ЮНЕСКО, полностью отождествляющая содержание Хартии со своими принципами и целями.

#### «Модель мира» 80-х
Ещё в 80-х годах прошлого столетия на Западе под давлением энергетического, экономического и политического кризиса середины 70-х годов получила мощное развитие «модель мира», основные положения которой заключаются в следующем:
- Отказ от всякого рода «псевдопотребностей», начиная с вооружений и кончая наркотиками, в том числе алкоголем и никотином, а также предметами роскоши и безделушками, которые навязываются рекламой. Свертывание отраслей промышленности, работающих на «псевдопотребности», то есть львиной доли всей индустрии.
- Повсеместный переход к умеренному рациональному питанию, с отказом от всякого рода излишеств. Свертывание химизации сельского хозяйства, развертывание биологических способов защиты растений и домашних животных. Распространение садово-огородных участков, с помощью которых городские жители могли бы разнообразить свой стол натуральными продуктами и сделать свой досуг, а также воспитание молодёжи более содержательным.
- Повсеместный переход к скромной гигиенической одежде (не обязательно однообразной) с отказом от модных излишеств. Принципиальный отказ от одежды и утвари «одноразового пользования», как чрезмерно дорогостоящих в экологическом отношении. Переход на технологию стирки и уборки, исключающую химические вещества.
- Курс на дезурбанизацию, на строительство поселков из небольших домов, максимально утеплённых и в то же время с весьма прохладным микроклиматом (12—13° С ночью, 16—18° С днем). Повсеместное распространение гелиоустановок на крыше с целью минимизировать затраты топлива на обогрев и освещение, на приготовление пищи и т. д.
- Курс на свертывание средств транспорта. Пешеходная доступность мест «работы», «покупок», развлечений. Замена автомобиля электровелосипедом или электромобилем, а на более далеких дистанциях — железнодорожным транспортом. Отказ от всё большей части деловых и развлекательных поездок «за информацией» по мере распространения телевизора нового типа, позволяющего получать «эффект присутствия» на любом зрелище, изображения текстов и рисунков из электронных хранилищ информации (вместо печатной продукции, ограниченной масштабами сведения лесов на планете), а также способного служить видеофоном для контактов на любых расстояниях.
- Свертывание производства «избыточной» информации, замыкание информации, ненужной непосредственно человеку, на систему «машина — машина».
- «Оптимизация» мирового топливно-энергетического баланса путём увеличения в нём доли «чистых» источников энергии, то есть гидравлических, солнечных, ветряных, гео- и гидротермических и тому подобных электростанций.

Все сказанное выше позволит удовлетвориться только такими источниками энергии.
- «Оптимизация» мирового материально-сырьевого баланса путём увеличения в нём процентной доли вторичного сырья на основе полной безотходности производства и потребления с полной утилизацией тары.
- Культ развития личности, культ здоровья человека и культ природы, на что направляются основные усилия общества с соответствующим перераспределением занятых в общественном производстве и с соответствующей ориентацией всех семи форм общественного сознания: мировоззрения, науки, искусства, морали, права, психологии, религии.
- Повсеместное распространение двух-трехдетной в среднем семьи при резком увеличении времени на общение родителей (вообще взрослых) с детьми в структуре досуга. Переход к простому воспроизводству населения.
- Расширение участия людей в решении социальных (в том числе глобальных) проблем с переключением в русло общественной жизни ещё одной значительной части усилий людей.

Наиболее ярко такого рода тезисы развивались в книге английского экономиста Э. Шумахера «Малое — это прекрасно: экономика ради людей» (1974), которая долгое время входила в первую Десятку футурологических бестселлеров, хотя в ней меньше всего говорится о будущем. Но эти тезисы можно встретить также и в книгах Дж. Форрестера «Мировая динамика» (1971), Д. Медоуза «Пределы роста» (1972), М. Месаровича и Э. Пестеля «Человечество на поворотном пункте» (1974), Я. Тинбергена «Пересмотр международного порядка» (1976) и в четвёртом докладе Римскому клубу (Э. Ласло и др. «Цели человечества» (1977)). Им целиком посвящены три последующих доклада Римскому клубу: Д. Габор и У. Коломбо «За пределами века расточительства» (1978), Дж. Боткин, М. Эльманджра и М. Малица «Нет пределов образованию: сужать разрыв в культуре людей» (1979), О. Джиарини «Диалог о богатстве и благосостоянии» (1980), где автор призывает сочетать «наследство, полученное человеком» (технику) с «невосполнимым приданным» (природными ресурсами), то есть экономику с экологией, и доказывает, что «богатство» (уровень жизни) лишь одно из условий «благосостояния» (качества жизни), а отнюдь не тождественно ему. Те же тезисы лежат в основе нашумевшей книги Дж. Рифкина «Энтропия: новое мировоззрение» (1980), автор которой пытается распространить законы термодинамики на закономерности развития человечества («всякий прогресс достигается за счёт деградации окружающей физической или социальной среды»), но приходит по существу опять-таки к вышеизложенной «модели мира»… Этот перечень можно продолжить.
Экономика индустриально развитых стран существует как бы в кредит, не внося соответствующую плату за используемые ею колоссальные объёмы биосферного потенциала.
Одним из факторов развития массового спроса является система потребительского кредитования, получившая стимулирование на государственном уровне в лице Президента США Рейгана. В 2008 году разразился финансово-экономический кризис. Политика всех прошлых лет стала невозможной, так как кредитная система достигла минимума учётной ставки, а долги достигли таких объёмов, что расплатиться по ним не представляется возможным.
Кроме всего прочего современная денежная система обладает рядом негативных социально-экономических характеристик. Деньги, более не являющиеся механизмом достижения целей, превратились в самоцель, подменяя собой весь процесс мотивации. В частности Н. Н. Зарубина — доктор философских наук, пишет:

Стремящийся к знаниям, к творчеству или к власти, к активности или к покою, к семейному благополучию или к развлечениям, — при всем мыслимом разнообразии возможных целей и мотивов, сначала должен позаботиться о деньгах. Являясь абсолютным средством, деньги становятся и абсолютной целью, лишая все другие цели их самостоятельной ценности и значимости.

Деньги обнаруживают свойство отчуждать собственно социальную и культурную мотивацию, парализуя, таким образом, волю человека.
Стоимостная форма труда в общественных отношениях приводит к невозможности устранения эксплуатации человека человеком при любом социально-экономическом строе, где стоимостная форма сохранена.

Эксплуатация не может быть устранена в обществе, где не преодолена стоимостная форма и не снято отношение увеличения стоимости. Если социалистические отношения СССР были определяющими и рабочая сила не имела формы товара, что возможно только в условиях непосредственно обобществленного производства, то вознаграждение не могло иметь стоимостной формы. Отклонение от вознаграждения по отработанному времени тогда, когда общественная потребность в совокупном материальном продукте не удовлетворена, будет представлять собой эксплуатацию. Если же вознаграждение за труд сохраняет стоимостную форму, то это значит, что оценивается не труд, а стоимость рабочей силы. Стало быть в обществе сохраняются отношения государственного капитализма. Огосударствление в этом случае означает изменение формы эксплуатации. И тогда ни царствующая в обществе идеология, ни официозная наука не могут быть выше, чем экономический строй общества.
— Курцева Г. В., Pro et Contra, № 1(36) март 2002 года
Денежная система, как и экономика в целом, не только может, но и должна реформироваться, как это и происходило на протяжении всей истории. Но никто не в силах исключать, что объективное развитие создаст все предпосылки для полного отказа от денег.

В конце концов, настанет момент, когда благодаря очень высокой производительности труда и научно-техническим достижениям, издержки на производство товаров массового спроса станут в такой экономике столь низки, и сами товары смогут изготавливаться в таком изобилии, что от денежной системы, как механизма распределения материальных благ, можно будет в принципе отказаться.
— Дмитрий Голубовский. Социал-капитализм — будущее мировой экономики
Такое развитие должно идти хотя и быстро, но стабильно и поступательно. Например, одним из шагов к реформированию может послужить отмена в банковской системе частичного резервирования и ссудного процента. Регулирование денежной массы в соответствии с наличной стоимостью всех товаров и услуг, спроса и предложения в экономике. Так, например, существует концепция свободных денег разработанная Сильвио Гезелль, предполагающая использование денежных средств лишь в качестве инструмента обмена, без ссудного процента. Первое практическое применение данная концепция получила в 1932 году в Австрии, где зарекомендовала себя настолько хорошо, что ей стали интересоваться более 300 австрийских общин. Позднее Национальный банк Австрии усмотрев в этом угрозу своей монополии запретил выпуск свободных денег. Гезелль после окончания Первой мировой войны написал:

Несмотря на то, что народы дают священную клятву заклеймить войну на все времена,
несмотря на призыв миллионов: «Нет войне!», вопреки всем надеждам на лучшее будущее
я должен сказать: если нынешняя денежная система сохранит процентное хозяйство,
то я решусь утверждать уже сегодня, что не пройдет и 25 лет, и мы будем стоять перед лицом новой,
ещё более разрушительной войны. Я очень отчётливо вижу развитие событий.
Сегодняшний уровень техники позволит экономике быстро достигнуть наивысшей производительности.
Несмотря на значительные потери в войне, будет происходить быстрое образование капиталов,
которые вследствие избыточности предложения снизят проценты.
Тогда деньги будут изъяты из обращения. Это приведёт к сокращению промышленного производства,
на улицу будут выброшены армии безработных… В недовольных массах пробудятся дикие,
революционные настроения, снова пробьются ядовитые ростки сверхнационализма.
Ни одна страна не сможет больше понять другую, и финалом может стать только война.

Тем не менее, после окончания Второй мировой войны, которую фактически спрогнозировал Гезелль, самая мощная на сегодняшний момент система свободных денег — швейцарский WIR, основанная в 1934 году как механизм преодоления кризиса платежей, спровоцированного великой депрессией, был вынужден по идеологическим причинам отказаться от теории Гезелля и ввести ссудный процент.
Другими решениями может быть введение гарантированного дохода. Гарантированный доход — это доход, получение которого практически не зависит от складывающихся условий, который обеспечен в любом случае. Эту идею поддерживали передовые экономисты, включая тех, кто позднее получил нобелевскую премию.
Необходимо обеспечить бесплатный общественный транспорт, медицинские услуги, услуги ЖКХ, жилье и образование (в том числе высшее).
Государственное налогообложение необходимо отменить. Сегодня предоставление бесплатного медобслуживания в Европе и других странах обеспечивается посредством налогообложения. В действительности данный инструмент не нужен. Мы платим налоги, полагая, что тем самым помогаем государству взять на себя ответственность за заботу об обществе. На самом деле, правительства всех стран «делают деньги из воздуха», и когда им вздумается. Если бы система налогообложения работала как нужно, то не возникало бы бюджетного дефицита.
Развитие местной экономики. Государственная программа оснащения предприятий и граждан «фабрикаторами» (3D-принтерами). Современный фабрикатор не превышает размеры лазерного принтера. Предназначен для изготовления из пластика изделий домашнего и мелкого хозяйства. Возможно использование вторсырья.
Проект нанофабрики. Массовое производство объектов с наперед заданной атомарной структурой. Это могут быть биомолекулы, НЭМС, компоненты наноэлектроники, нанороботы, продукты питания, вторая такая же нанофабрика и вообще все что угодно.
А корпорации необходимо перевести под строгий контроль общества и государства.
Социализация экономики является объективной чертой мировой экономической трансформации. В её основе лежит всё более тесная интеграция частных и общественных начал, свойственная современной смешанной экономике. Прежде всего, она определяется в социальной переориентации производства, гуманизации труда и жизни людей, смягчении социальной дифференциации и росте значения социальной сферы, других явлениях и процессах.
Таким образом, возможен поступательный переход к ресурсо-ориентированной экономике, в рамках устойчивого развития.

В настоящее время в мире, по сути, происходит драматичное столкновение различных концепций, идеологий развития: «неконтролируемого развития» («невидимой руки» рынка); «структурной перестройки» (адаптации ряда сегментов мировой экономики к нуждам глобального рынка); неосоциального «устойчивого развития» (сопрягающего экономическую деятельность с решением социальных и экологических проблем) и, наконец, форсированного «сверхразвития» (выбирающего приоритетные направления и акцентирующего ресурсы человека, а не природы в качестве основного источника современной цивилизации).
— А.И. Неклесса, Председатель Комиссии по социокультурным проблемам глобализации при Президиуме РАН, «Эколар»: комплементарная стратегия экологической ориентации развития для Африки и Мира»
По-видимому, в мировом развитии необходимо умело сочетать возможности «устойчивого развития» со стратегическими резервами «сверхразвития». Но главное — революция сознания, направленная против фетишизации материальной сферы жизни. Речь идет не просто о социальной коррекции развития, а о формировании нового мировоззрения.
Такое мировоззрение можно определить следующими положениями:
1. Необходимо утверждение рационального потребления отказаться от ряда иллюзий общества потребления (неоправданно стимулирующего не только гипертрофию естественных, но и форсированное развитие искусственных потребностей), сопряженного со щадящим режимом использования природных ресурсов, использованием вторсырья, технологий энергосбережения, альтернативной энергетики и т. д.
2. Необходимо подготовить и осуществить, наряду с уже происшедшими кардинальными политическими и социально-экономическими изменениями, глобальный экологический проект общества XXI в., который обеспечил бы технологический прорыв, существенно меняющий взаимоотношения человека с окружающей средой, минимизирующий использование природных ресурсов и производство отходов, определяющий восстановление биосферы как интегральной части хозяйственной активности. При этом «зеленые технологии» должны разрабатываться и дорабатываться с учетом возможности их повсеместного использования, с тем чтобы высокотехнологичное производство не имело дискриминационного характера и не дополнялось наличием ареалов низких и грязных технологий, сводящих на нет достигнутый прогресс. На этом пути существуют серьёзные преграды в виде сложившейся геоэкономической реальности, типологии разделения труда и хозяйственных связей, стремления к получению сверхприбылей за счёт ограничения доступа к результатам научно-технологической революции.

### Роботизация и автоматизация ручного труда человека
Фреско считает, что в тенденции экспоненциального роста в развитии информационных технологий, робототехники и компьютеризации человеческий труд все более и более неэффективен в выполнении требований, необходимых для населения нашей планеты. С начала промышленной революции, мы стали свидетелями усиления тенденции к «технологической безработице», где люди заменены машинами в составе рабочей силы. Эта тенденция создаёт склонность вытеснять работника, а следовательно, и получателя заработной платы, что снижает потребление. Это весьма конфликтно, в связи с долгосрочной перспективой занятости.
С развитием человеческого общества его деятельность всё больше технологизируется. Раскрывается социогенная функция технологии во влиянии на социальные структуры и их трансформацию, эволюцию. Аграрно-ремесленная является первой социтехнологической революцией. Второй — индустриальная революция. Сегодня общество подвержено третьей социотехнологической революции — информационно-компьютерной. ИКР радикально трансформирует общество, изменяя не только материально-техническую базу, но и духовную сферу, производство знаний.
ИКР или информационное общество нельзя считать некой альтернативой социализму или капитализму, как и индустриальное общество, в рамках которого развивались различные социально-экономические формации.
Приведём слова всемирно известного экономиста В. Леонтьева:

Если кого-нибудь спросить, какая сила за последние двести лет внесла больший, чем все остальные, вклад в феноменальный экономический рост, он скажет — технологический прогресс.
Леонтьев утверждает, что автоматизация, ускоренное технологическое развитие, сокращая общее число наличных рабочих мест во всех секторах экономики, не создаёт такое же или даже большое количество новых, как это заявляли многие теоретики во времена луддитов.
В развитых странах мира роботизация и автоматизация физического и интеллектуального труда в обозримом будущем поднимутся на качественно новый уровень.
Жак Фреско писал так:

Развитые страны мира всё больше и больше применяют автоматизацию, чтобы сохранять свою конкурентоспособность на мировом рынке. В итоге, множество людей теряют свою работу и не могут обеспечивать свои семьи. С автоматикой и кибернетикой, работающей в полную мощность, машины скоро могут заменить не только промышленных рабочих, но и учёных-специалистов.
Жак Фреско утверждает, что постепенный переход принятия решений от человека к искусственному интеллекту является следующим этапом социальной эволюции. При переходе к РОЭ потребуется труд множества специалистов из самых разных научных направлений. Но с течением времени объективное развитие переведет управление монотонными процессами социально-экономической жизни общества под крыло искусственного интеллекта.
В книге «Философия компьютерной революции» Академик РАН Ракитов А. И. объясняет генезис радикальных социальных трансформаций.

…потрясения, связанные с началом социально-технологических революций, свидетельствуют не столько о её бесперспективности, сколько об обреченности привычных социокультурных структур, норм обыденной жизни, о неустойчивости и неизбежном крушении устаревших рациональностей и общественно-политических институтов.
Действительно, богатство общества входит в прямую зависимость от общей производительности труда на основе применения достижений науки и техники. С другой стороны рост богатства общества становится всё менее зависимым от количества рабочего времени и численности занятых в отраслях материального производства. В конечном итоге процесс труда будет полностью автоматизирован. Человеческий труд примет исключительно творческий характер, в том числе в форме разработки автоматизированных систем управления и контроля за производственными процессами.
Интересно, что в СССР государственная программа по развитию автоматизации была прописана в Конституции:

Государство заботится об улучшении условий и охране труда, его научной организации, о сокращении, а в дальнейшем и полном вытеснении тяжёлого физического труда на основе комплексной механизации и автоматизации производственных процессов во всех отраслях народного хозяйства.— Статья 21 Конституции СССР 1977 года
Как следствие процесс глобальной информатизации изменит все стороны жизни человеческого социума. А критерий социального прогресса не что иное, как мера свободы, которую общество способно предоставить человеку. Прежде всего, и в первую очередь свобода самореализации, творческой самореализации в самых разных науках и искусствах. И теперь мы легко можем проследить взаимосвязь научно-технического и социального прогресса.
Но мы не увидели бы такого прогресса, если бы он не опирался на индивидуальную инициативу, активное участие индивидов в экономической и социальной жизни общества.
В обществе, где происходит превращение свободного времени индивида в богатство, в том смысле, что чем его больше, тем общество богаче, таким богатством становится сам человек.
Творческая самореализация, разнообразная позитивная деятельность развивает человека. Свободное время, посвящённое самому себе, своему «я» — делает человека более развитым и совершенным. Потребляя в свободное время, люди думают не только о работе, они ищут чего-то нового, ранее неизведанного. И чем большей свободой собственной самореализации обладает каждый человек, тем большим потенциалом развития обладает все общество. Действительно, разве не это является целью всего развития человеческого общества, если, конечно, под этим понимать развитие самого человека, а не что-то другое?
В 2016—2025 г.г. ожидается новый виток усиления роли электроники в жизни общества. А промышленное производство все сильнее будет трансформироваться, переходя от традиционного машиностроительного производства к микроэлектронно-фармацевтическому.

### Стратегия технологической глобализации
Сторонники ресурсо-ориентированной экономики считают, что стихии развития должна быть противопоставлена разумная стратегия, стратегия развития общая для человечества.
Н. Н. Моисеев в книге «С мыслями о будущем России» писал:

…единственной альтернативой действию стихийных сил «общепланетарного рынка» я вижу разумное целенаправленное развитие планетарного общества, смысл которого людям ещё придётся осмыслить и расшифровать. И эта расшифровка станет важнейшим содержанием фундаментальной науки. Причём гуманитарной, но опирающейся на целый ряд новых естественнонаучных исследований. Во всяком случае, стихийный процесс самоорганизации должен войти в некое русло с весьма жёсткими берегами, которые определяются возможностью предвидеть те опасности, которые ожидают человечество, и теми возможностями, которыми располагает человечество…
Действительно, сегодня мы уже видим все более активное развитие самых разнообразных стратегий развития человечества как в документах ООН и других международных организаций, так и в различных межгосударственных актах или даже корпоративных транснациональных соглашениях.
Сегодня в мире действуют «Международная карта развития полупроводниковых приборов». Это, по сути, программный документ развития, определяющий главные показатели развития микроэлектроники до 2018 г. и ежегодно обновляющийся. В соответствии с этой программой, страны с передовой электроникой сверяют достигнутые технологические уровни и осуществляют формирование программ развития.
В частности, в «Стратегии развития электронной промышленности России» подчеркивается, что необходимо плановое развитие электроники и определяющая роль государства в её финансовой и организационной поддержке.
Человечество подошло к рубежу неизбежной цивилизационной перестройки, перестройки всех привычных нам начал. Менталитет человека, многие характеристики его психики больше не соответствуют новым условиям жизни и должны быть изменены, точнее, преодолены соответствующим воспитанием, системой новых табу, то есть утверждением новой нравственности.
Человеческая цивилизация выживет, у неё есть шанс для дальнейшего развития. Но только если экономика перестанет быть демиургом современного общества, когда она обретет то место, которое ей уготовано Природой, — поддерживать существование Человечества, а не определять его историю, когда восхождение к Разуму сделается действительно главной целью нашего биологического вида.
Жак Фреско в своей электронной книге «Проектирование будущего» писал:

…с нашими технологиями мы могли бы устранить большинство общественных проблем. Разве современные технологии не могут производить необходимое количество пищи, одежды, жилья и прочих материальных благ для каждого, если использовать их разумно? Что мешает нам в достижении этого? Технологии мчатся вперёд, но наше общество все ещё прочно держится за концепции и методы, изобретённые многие столетия назад.
За объединение и формирование глобального общества выступает Хартия Земли, разработанная ещё в 1987 году. Согласно Хартии, такое общество должно объединиться на основе уважения к природе, правам человека, экономической справедливости и культуре мира. В этом стремлении крайне необходимо, чтобы народы Земли провозгласили ответственность друг перед другом, перед великим сообществом всего живого и перед будущими поколениями.
Ранее социалистический интернационал в своей франкфуртской декларации (1951) провозгласил требование: «Система неограниченного национального суверенитета должна быть преодолена». Спустя десять лет, в декларации 1962 г., это требование было уточнено: «Конечная цель партии Социалистического интернационала — не меньше, чем Мировое Правительство».
Видимо, сама история человечества объективно ставит вопрос о глобальном планетарном союзе всех народов Земли. Такой союз, призванный обеспечить стратегическое социально-экономическое развитие человечества, очевидно, будет нуждаться в развитой технологической базе, способствующей глобальному контролю и управлению экономикой.
Проект Венера Жака Фреско декларирует принципы технологического базиса, который сделает возможным реальное единое планетарное общество с высоким уровнем жизни каждого человека с учетом всех требований к такому обществу Хартии Земли и других позитивных международных деклараций.
Необходимо заключить всемирный общеобязательный договор между разными странами и корпорациями об охране природных богатств. Необходимо наличие контролирующего органа, который будет беспристрастно следить за уровнем использования, истощения и наличия ресурсов.
Таким образом, появится возможность создания независимой базы данных по отраслям, которая в дальнейшем разовьется в глобальную систему управления ресурсами. Инфраструктура городов изменится: появятся центры мониторинга ресурсов и технологических разработок, которые будут представлять так называемое «государство» в будущем.

### Отсутствие собственности — общественный доступ
До неолитической революции имущественных отношений не существовало, в том виде, который мы сегодня имеем. Также не было денег, и даже торговли в некоторых случаях. Все, что было добыто собирательством и охотой, тут же было освоено на месте. Только после того, как возникло сельское хозяйство, возникли и судовые торговые экспедиции, торговля ресурсами и тому подобное, вплоть до современной власти учреждений и корпораций. Так собственность стала, такой, какой мы её знаем сегодня.

### «Умные» и «зелёные» города
Каждый город представляет собой систему, где все потребности производства модульно встроены в комплекс города. Например, возобновляемые источники энергии, расположенные вблизи внешнего периметра. Производство продуктов питания располагается ближе к центру города, в промышленных теплицах. Это очень отличается от «глобализированной» экономики, основанной на расточительстве труда и возмутительного количества энергии и ресурсов из-за масштабов ненужной транспортировки и обработки, как сегодня.
Экологический кризис, все отчетливее проявляющийся с течением времени, вынуждает человечество искать оптимальные стратегии своего развития. Можно выделить два превалирующих направления в вопросе выбора такой стратегии: «экологический консерватизм», жёстко ограничивающий развитие промышленной сферы, подвергающий сомнению саму правомочность её существования, и «сверхиндустриализм» (отчасти проявляющий себя в концепциях информационного общества), где делается ставка на прорыв современной экономики в постиндустриальный мир, где предположительно в значительной мере снимается острота создавшейся ситуации.
Промышленно развитые страны испытывают трансформацию, характеризующуюся следующими признаками: наукоёмкость; капиталоёмкость; преимущественное развитие энерго- и ресурсосберегающих видов производств, технологий и продукции, включая масштабную индустрию услуг; высококвалифицированная рабочая сила; высокая степень экологической защищенности.
Одним из видимых горизонтов такого развития является многопрофильный мониторинг окружающей среды. Другими словами развитые сенсорные системы, подключенные к искусственному интеллекту (экспертной системе).
Человечество уже сегодня переходит к особой социоэкономической реальности — системе «экополисов» («Ecopolis», «Eco-city», «Smart-city», «Sustainable city»). Экополисы, посредством соответствующей информационно-коммуникационной инфраструктуры, могут объединиться, создав локальные «зоны стабильности».
Такие экополисы можно охарактеризовать синтезом 4 факторов:
1. Экономика рекреации, включающая социальную защиту и реабилитацию, обеспечивающая инфраструктуру социальной жизни населения.
2. Микроэлектронно-фармацевтическое производство. Для примера можно выделить ряд направлений, которые получат развитие в таком производстве: генетический код человека расшифрован, аппараты для инвалидов, в том числе заменяющие слух и зрение, выйдут на новый уровень, разовьется мировая сеть быстрой доставки органов для пересадки, техника клонирования неизбежно приведет к большим неожиданностям в применениях — «дети из пробирок» станут обычным явлением, автоматические переводчики с одного языка на другой достигнут такого уровня, что отпадет надобность в переводчиках-людях, влияние фармацевтической промышленности и её продукции на повседневную жизнь станет во много раз сильней, усилится влияние генетически изменённой пищи[28].
3. Экономика знаний, когнитивная экономика. Это экономика науки и искусств, реализующая интеллектуально-творческий потенциал человека, объединяющая в единое целое воспитание и образование, а также высокопродуктивную инновационную деятельность. Сфера искусства, представляет одно из ключевых пространств постинформационного «креативного общества». Трансформация глубинных основ современной науки теснейшим образом связана с превращением её в непосредственную производительную силу.
4. Зелёная экономика. Инфраструктура альтернативной энергетики, инфраструктура новой, устойчивой урбанизации.

В своей основе сеть «экополисов» — это комбинация самоорганизующихся, синергетических систем, базирующихся на актуализации эндогенных источников энергии, заключённых в человеке, а не в природе. Тут принципиальное отличие новой схемы от привычных индустриально-промышленных сетей (то есть метамеханизмов, требующих постоянного, все возрастающего притока внешней энергии). Выбор образца развития определяет в конечном счете примат социального творчества над индустриальной экспансией и наоборот.
— А.И. Неклесса, Председатель Комиссии по социокультурным проблемам глобализации при Президиуме РАН, «Эколар»: комплементарная стратегия экологической ориентации развития для Африки и Мира»
В конце XX века произошёл научный прорыв в исследовании мозга, компьютерном моделировании элементов сознания, стремительное развитие получили математические психология, социология, история. Возникло понятие когнитивных технологий.
Когнитивные технологии — способы и алгоритмы достижения целей субъектов, опирающиеся на данные о процессах познания, обучения, коммуникации, обработки информации человеком и животными, на представление нейронауки, на теорию самоорганизации, компьютерные информационные технологии, математическое моделирование элементов сознания, ряд других научных направлений, ещё недавно относившихся к сфере фундаментальной науки.
Ещё ни одна отрасль развития человечества не испытывала такой скорости своего развития как компьютерные технологии. Нынешние компьютеры считают в 250 миллиардов раз быстрее, чем пионеры электронной вычислительной техники. А ведь именно компьютерные технологии раскрыли возможности развития когнитивных технологий. Здесь становится понятным, что когнитивные технологии способны разрешить задачи достижения нового качества управления всё более сложным и всё более нестабильным миром.
Одним из направлений применения компьютерных технологий были Автоматизированные системы управления. АСУ Общегосударственной автоматизированной системы управления (ОГАС) в СССР разрабатывалась Академиком В. М. Глушковым. Но, к сожалению, как показали исследования Академика Н. Н. Моисеева в Вычислительном центре АН СССР (ныне ВЦ им. А. А. Дородницына РАН), такая система не давала нужных результатов. Причина заключалась в недоступности актуальной информации об окружающей среде в режиме реального времени, что фактически делало реализацию оптимальных с точки зрения прикладной математики решений либо невозможным, либо ставило соответствующие социально-экономические структуры, которые должны были бы реализовать эти решения, в крайне невыгодные положения. Социально-экономические механизмы оказались и далеко не очевидными, и гораздо хуже изученными, чем традиционные задачи планирования и управления, в которых нет «человеческой компоненты».
Аналогичные сложности возникали у исследователей данных вопросов во всём мире.
Но в последнее время настоящая задача может быть разрешена благодаря развитию когнитивных технологий. Основой для внедрения когнитивных технологий является наличие гигантской информационно-телекоммуникационной инфраструктуры от глобального до локального уровня.
В наше время стало очевидно, что денег как универсального инструмента согласования рыночных интересов уже недостаточно. Текущий мировой кризис является системным и вызван кризисом системы управления мировым хозяйством на всех уровнях.
Если до последнего времени в мире было выгоднее привлекать дешевую рабочую силу, а блестящий японский опыт создания безлюдных производств, роботизации автомобильной промышленности  был скорее исключением, подтверждающим правило, то сегодня открываются новые перспективы для робототехники на глобальном рынке.
Другими словами, сегодня как никогда перед человечеством открываются возможности возведения искусственных интеллектуальных систем управления социально-экономическими процессами и операциями на материально-технической базе с высокой долей автоматизации в рамках экологических, зеленых мегаполисов.
Всё это находит своё применение в Проекте Венера Жака Фреско.

### Наука как методология для всех социальных решений
Применение «научного метода для решения социальных проблем», является основным принципом, для основы социальной работы в РОЭ.

### Атрибуты ресурсо-ориентированной экономики
Питер Джозеф в своей книге «Новое правозащитное движение: возрождение экономики для прекращения угнетения» (2017) предлагает пять атрибутов РОЭ:
1. Автоматизация: переход от концепции труд ради дохода к замещению человеческого труда машинным. Цели: максимизировать производственные мощности; уменьшить воздействие на человека; повысить эффективность.
2. Свободный контент: переход от частной собственности к «стратегическому доступу». Цели: максимизировать эффективность использования ресурсов; снизить производственное давление; увеличить общую доступность к благам.
3. Открытый код: переход от патентирования и авторского права к всеобщему доступу и использованию. Цель: максимизировать инновации.
4. Антиглобализм: переход от глобализации к локализации, при использовании сетевых технологий разработки. Цель: максимизировать эффективность производства и распределения; сократить отходы.
5. Интернет вещей: Использование полностью интегрированных сенсорных систем для сбора экономических данных и их обработки. Цель: максимизировать обратную связь при обработке данных, повысить общую экономическую эффективность.

Похожие атрибуты трансформации присущи идеям продвигаемым известным экономистом Джереми Рифкином и писателем/активистом Колином Р. Тёрнером в своих книгах об экономике совместного участия и доступа

## Юридический статус термина
В 2010 году Жак Фреско подал заявку на регистрацию фразы «ресурсо-ориентированная экономика» в качестве товарного знака. Фраза была признана слишком универсальной, ввиду чего заявка была отклонена.